# Raunds
Raunds è un paese di 8 275 abitanti della contea del Northamptonshire, in Inghilterra.